# Penicillaria dinavaensis
Penicillaria dinavaensis är en fjärilsart som beskrevs av George Francis Hampson 1912. Penicillaria dinavaensis ingår i släktet Penicillaria och familjen nattflyn. Inga underarter finns listade i Catalogue of Life.